# Alphius, Philadelphus en Cyrinus
Alphius, Philadelphus en Cyrinus (Vaste, 3e eeuw - Lentini, 253) waren drie broers en martelaars uit de Romeinse provincie Italia ten tijde van de christenvervolgingen door keizer Decius. 
Zij worden vooral aan de oostkust van Sicilië vereerd in een traditie die teruggaat tot de Byzantijnse aanwezigheid op Sicilië in de vroege middeleeuwen. Zo zijn ze onder meer de patroonheilige(n) van de volgende gemeenten: Lentini, Sant'Alfio, San Fratello, Trecastagni en Pedara. De Roomse Kerk nam de verering in de Orthodoxe Kerk op Sicilië over.

## Geschriften
Het oudste bewaarde geschrift over de drie martelaars dateert van de 10e eeuw. Een zekere monnik Basilius, een basiliaan afkomstig uit Lentini, schreef over hen in het Grieks. Het manuscript ligt in de Vaticaanse Bibliotheek onder n° 1591 en lag tevoren in het klooster Santa Maria in Grottaferrata. Grottaferrata is een voormalige abdijstaat onder pauselijk gezag en werd beheerd door de basilianen. De orde volgde de Byzantijnse ritus in Italië, wat teruggaat tot de vroege middeleeuwen. In de loop der eeuwen hebben Sicilianen de legende herschreven.

## Legende
Alphius, Philadelphus en Cyrinus werden geboren in Vaste, in Apulië op het Italiaanse vasteland. Hun ouders Vitalis en Benedicta waren patriciërs die overgegaan waren tot het christelijk geloof. Tot de christengemeente in Vaste behoorden verder hun neef Erasmus, catechist Onesimus en een tiental andere personen. Prefect Nigellio onderzocht in Vaste een klacht over majesteitsschennis door christenen (251). Hij pakte ze op en stuurde ze door naar Rome. Nadat de groep er gemarteld was, werden ze overgebracht naar Pozzuoli. Prefect Diomedes aldaar liet hen allen terechtstellen, behalve de drie broers Alphius, Philadelphus en Cyrinus. 
Volgens de legende overhandigde Diomedes de drie broers aan de prefect van Taormina op Sicilië, Tertullus (252). Tertullus liet hen nog eens martelen en overbrengen naar zijn residentie in Lentini voor verder vermaak. Ze ontsnapten doch werden in Catania gearresteerd. De gevangenis, die zich bevindt onder de latere Minorietenkerk, werd later vereerd als een heilige plek. Omdat de Etna uitgebarsten was, moesten de soldaten hen vanuit Catania via een omweg leiden naar Lentini. Op hun reisweg vonden er wonderen en bekeringen plaats. Zelfs de begeleidende soldaten bekeerden zich, omdat, zo verhaalt de legende, ze een hekel hadden aan de pesterijen van prefect Tertullus. Eenmaal aangekomen in Lentini genazen de drie broers een Joods kind; het gevolg was dat Joodse families zich bekeerden tot christen en vervolgens verjaagd werden. Eenmaal Tertullus terug in zijn paleis in Lentini verbleef, herbegonnen de martelingen op de drie broers. Ze genazen van hun verwondingen door een wonderbaarlijk bezoek van de apostel Andreas in de cel. Tertullus beval vervolgens een laatste marteling bij de drie broers: bij Alphius werd de tong uitgesneden, Philadelphus werd op een bloedhete plaat gelegd en Cyrinus werd in een ketel met kokende pek gegooid. Vervolgens werden ze in een put gegooid (253). Christenvrouwen haalden de drie lijken uit de put. Ze begroeven hen in een grot, die volgens de traditie ook hun cel was.

## Na hun dood
Bovenop de grot werd in 261 een tempel gebouwd, en later de hoofdkerk van Lentini. Lentini werd een bisdom; de eerste bisschop was Alexander, een neef van een van de vrouwen die hen begraven hadden. 
Lucianus van Lentini (5e of 6e eeuw) deed er alles aan om de relikwieën te beschermen tegen de opruimactie van de achtste bisschop van Lentini Crescens. Lucianus volgde hem op als negende bisschop.
In 790 was de bisschopstroon vacant omwille van de Arabische verovering van Sicilië. De laatst benoemde bisschop van Lentini dwaalde begin 8e eeuw nog rond met de relikwieën van de drie martelaars. Hij verstopte ze in het klooster van Fragalà in Frazzanò, bij de Grieks-orthodoxe monniken de basilianen.
In 1516 vonden arbeiders in dit klooster een kist met menselijke beenderen en een Grieks manuscript. De abt van Fragalà verklaarde dat dit de verloren relikwieën waren van de drie broers. De bewoners van Lentini eisten evenwel de relikwieën op voor de Roomse Kerk maar de abt weigerde. Een gewapende militie uit Lentini roofde in Fragalà de relikwieën. Deze geraakten begin 1517 in Lentini. Achteraf keurde de Heilige Stoel de inbeslagname goed. In de hoofdkerk van Lentini, de Santa Maria la Cava e Sant’Alfio hebben ze een belangrijke plaats.

## Illustraties

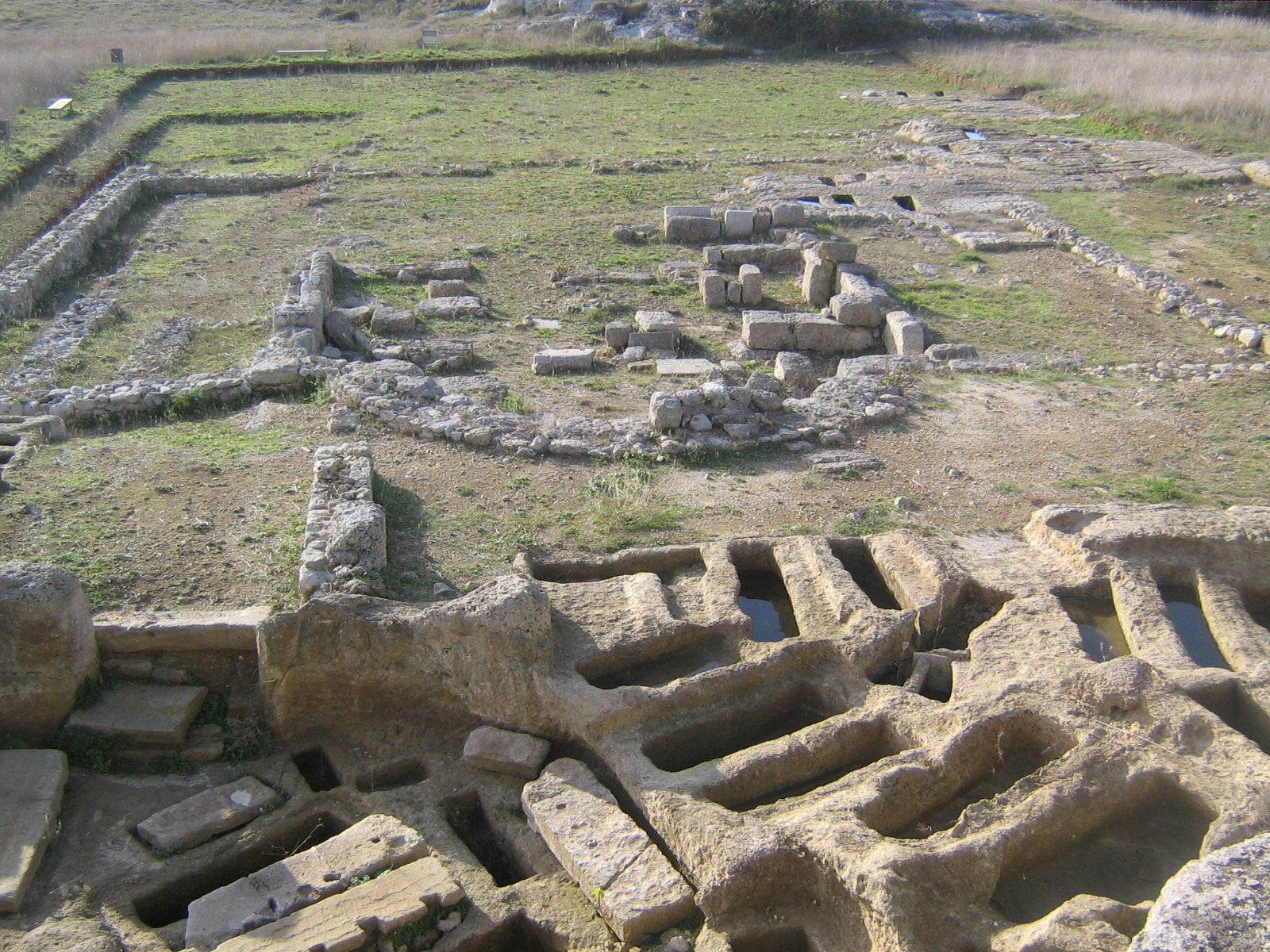
Paleochristelijke site in Vaste
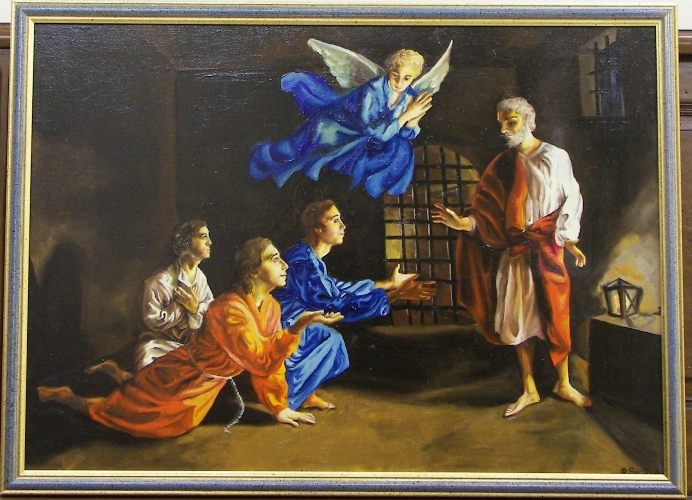
Apostel Andreas bezoekt de drie broers in de cel in Lentini
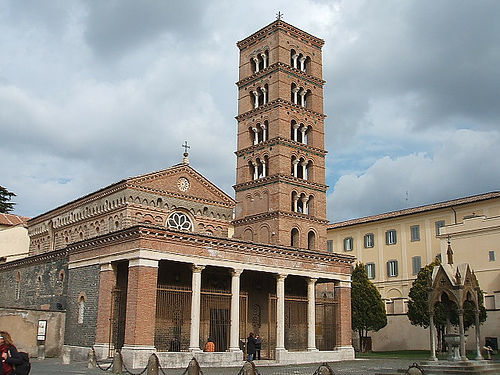
Klooster der basilianen in Grottaferrata, waar het manuscript over hen lag
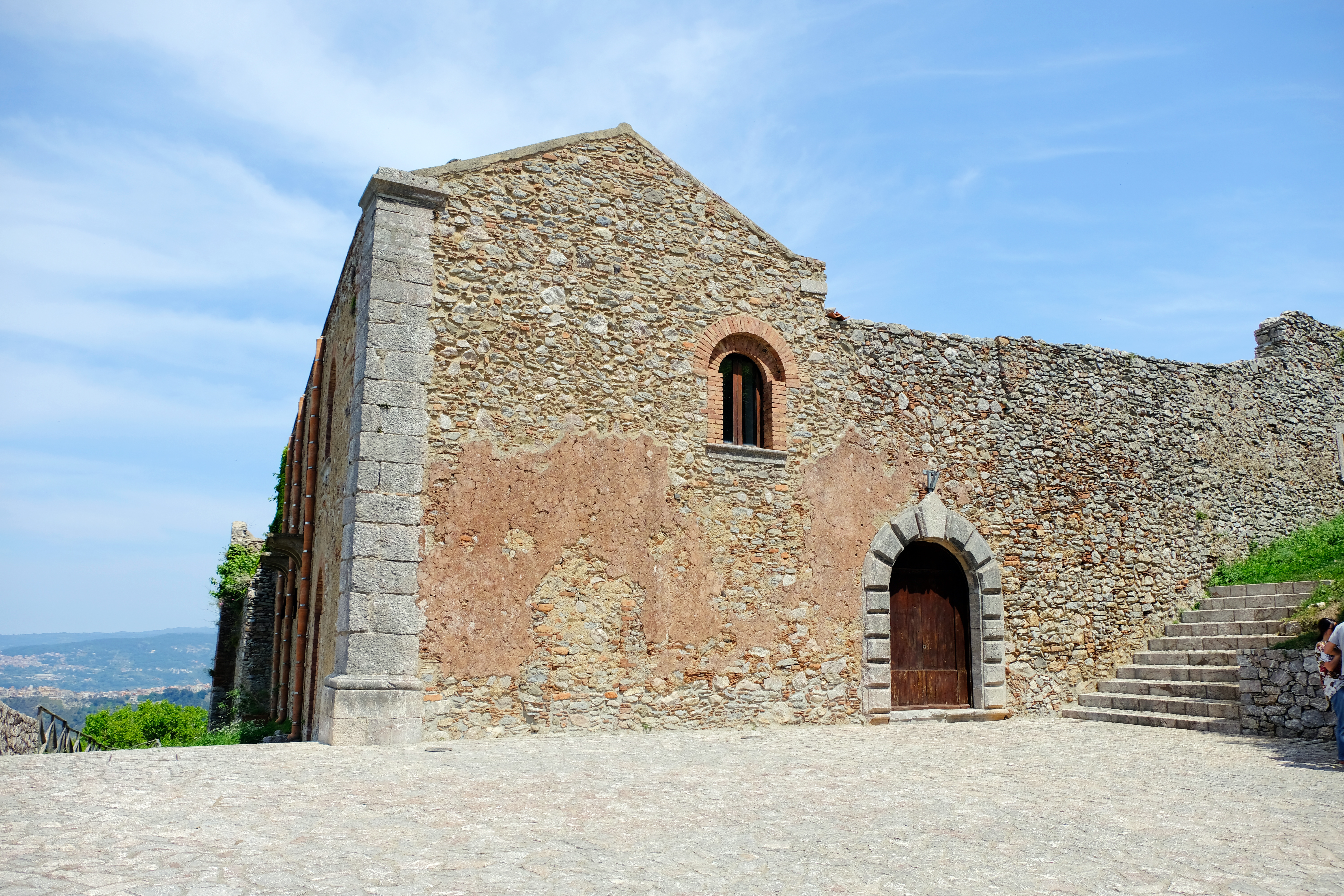
Klooster der basilianen in Fragalà, Frazzanò, waar de relikwieën geroofd werden
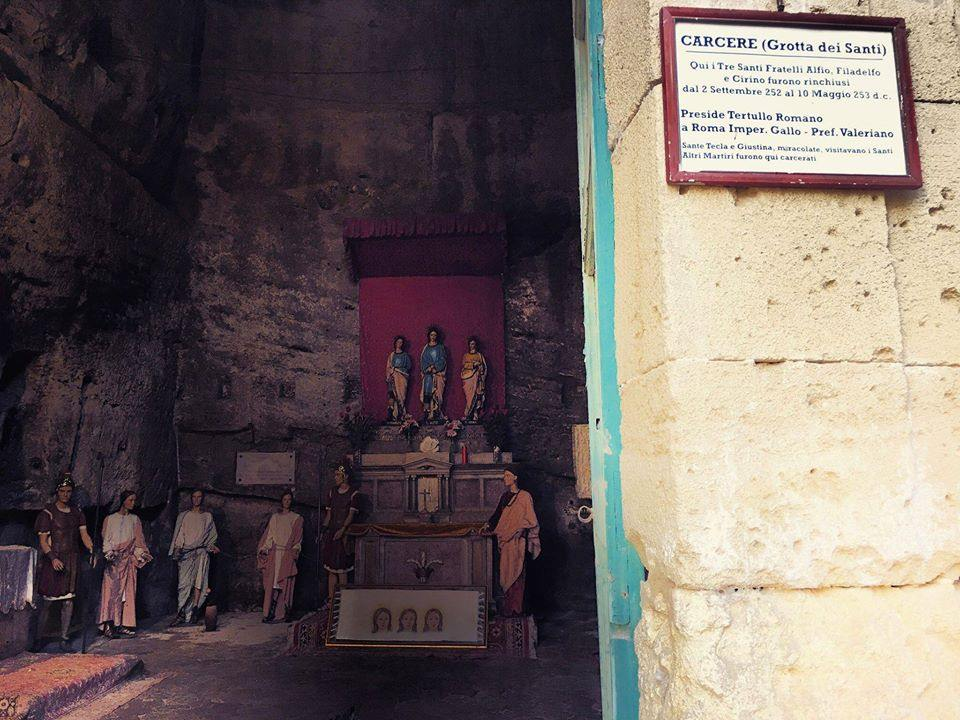
Cel in Lentini met de heiligencultus
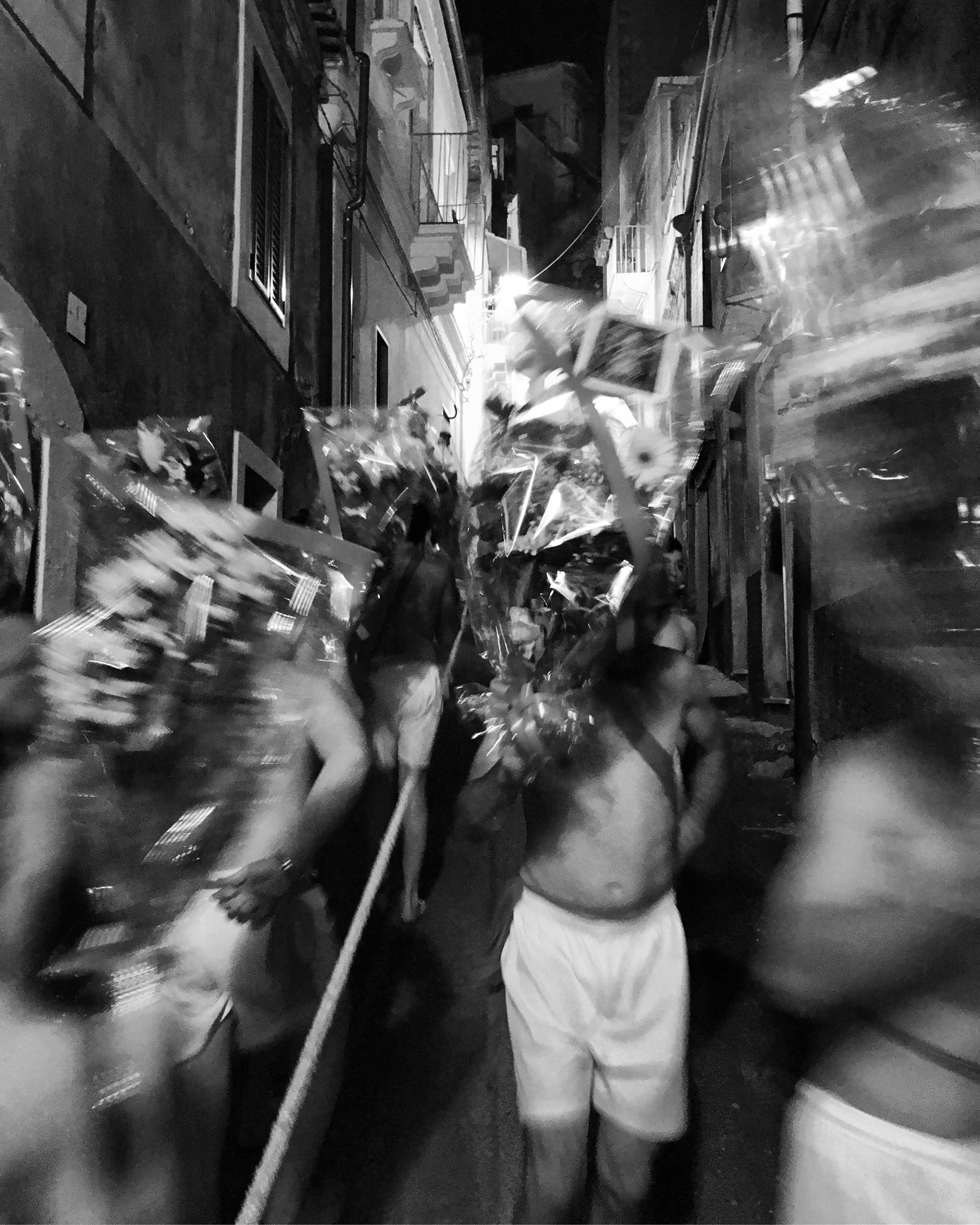
Feestgedruis in Lentini op hun feestdag